# アルジェリアの港湾
アルジェリアの港湾（アルジェリアのこうわん、英語: Ports and harbours in Algeria）は、アルジェリアにおける港湾について記す。

## 一覧
- アルジェ港（フランス語版）（アルジェ）
- オラン港（英語版）（オラン）
- スキクダ港（フランス語版）（スキクダ）
- ベジャイア港（フランス語版）（ベジャイア）
- アンナバ港（アンナバ）
- アルゼウ港（アルゼウ（英語版））（アルズーとも表記する）
- モスタガネム港（モスタガネム）